# Kurt Singer (Filmtechniker)
Kurt Singer (geboren im 19. oder 20. Jahrhundert) ist/war ein Erfinder und Ingenieur und arbeitete zur Zeit, als er seine Erfindungen machte, bei der RCA-Victor Division of the Radio Corporation of America, einem amerikanischen Unternehmen, das 1919 als Aktiengesellschaft von amerikanischen Elektronikherstellern gegründet worden war. RCA war die Gründerin des großen Filmproduktionsunternehmens RKO Pictures. Für Singer wurden in den Jahren 1947 bis 1960 zwölf Erfindungen gelistet.
Für eine seiner Neuheiten, die im Bereich des Films von großer Bedeutung war, wurde er 1948 mit dem Oscar für technische Verdienste ausgezeichnet. Er erhielt die Auszeichnung der Klasse III in Form eines Zertifikats für die Konstruktion und Entwicklung eines stufenlos verstellbaren Bandauflösungsfilters, der kontinuierlich in einem Bereich von 30 bis 9000 Zyklen variabel ist („for the design and development of a continuously variable band elimination filter“). Singers Erfindung wurde im August 1948 im Journal of the Society of Motion Picture Engineers, Band 51, Heft 2, veröffentlicht. Dort hieß es in Bezug auf die Erfindung: „Dieses Gerät hat sich als äußerst nützlich für die Beseitigung vor Störfrequenzen bei der Herstellung des Klanges für Bewegungsbilder erwiesen.“
Für Singer wurde bereits 1947 eine Erfindung eingetragen und neben der vorstehenden 1948 eine weitere. Im Jahr 1949 folgten ebenfalls zwei weitere Erfindungen, wie auch 1952 und 1953. Jeweils eine weitere Erfindung datiert aus den Jahren 1957 und 1960.

## Auszeichnung
- Oscarverleihung 1948: Technical Achievement Award